# Wilhelm Egon von Fürstenberg-Heiligenberg

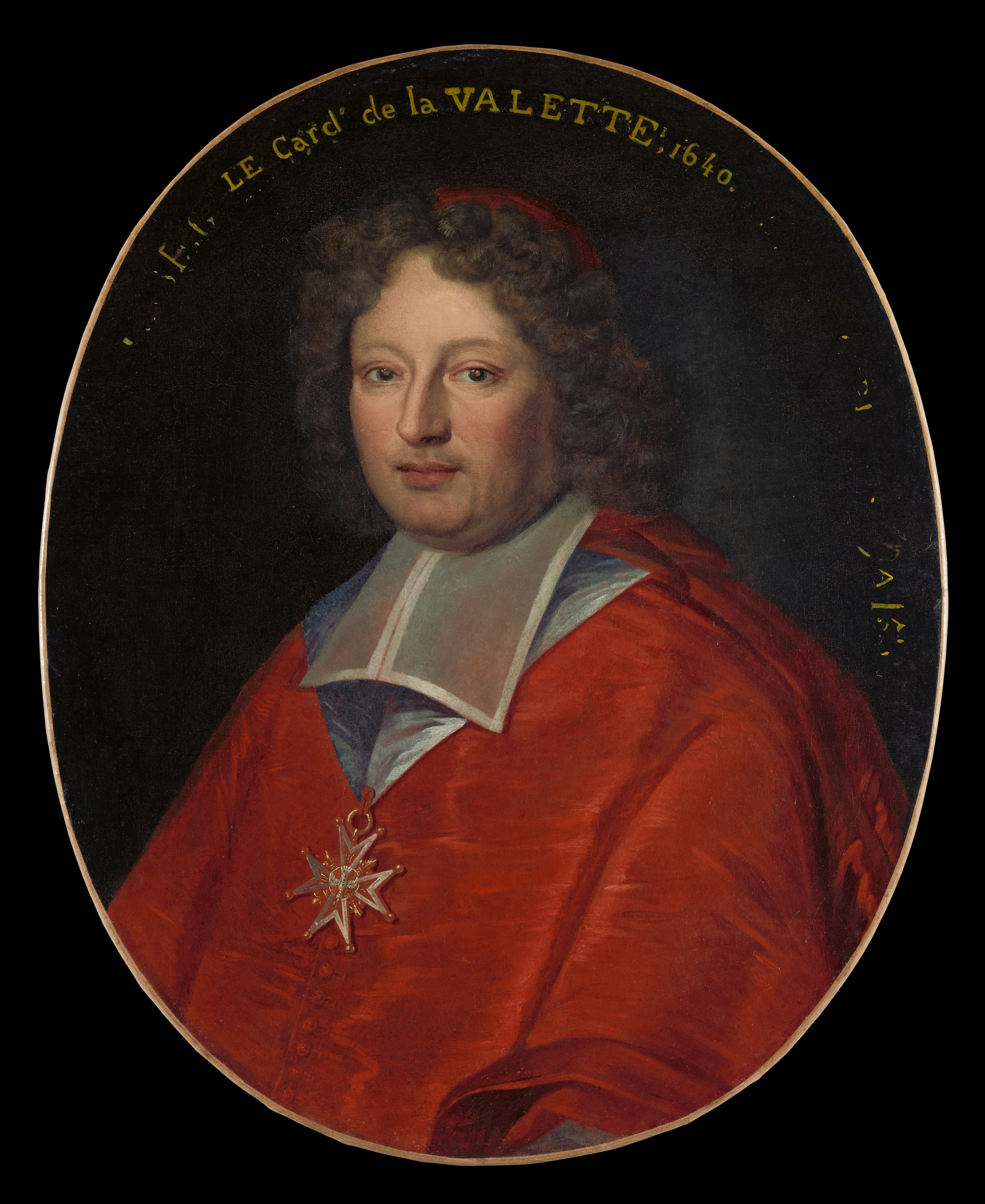
Wilhelm Egon von Fürstenberg als Kardinal-Bischof von Straßburg

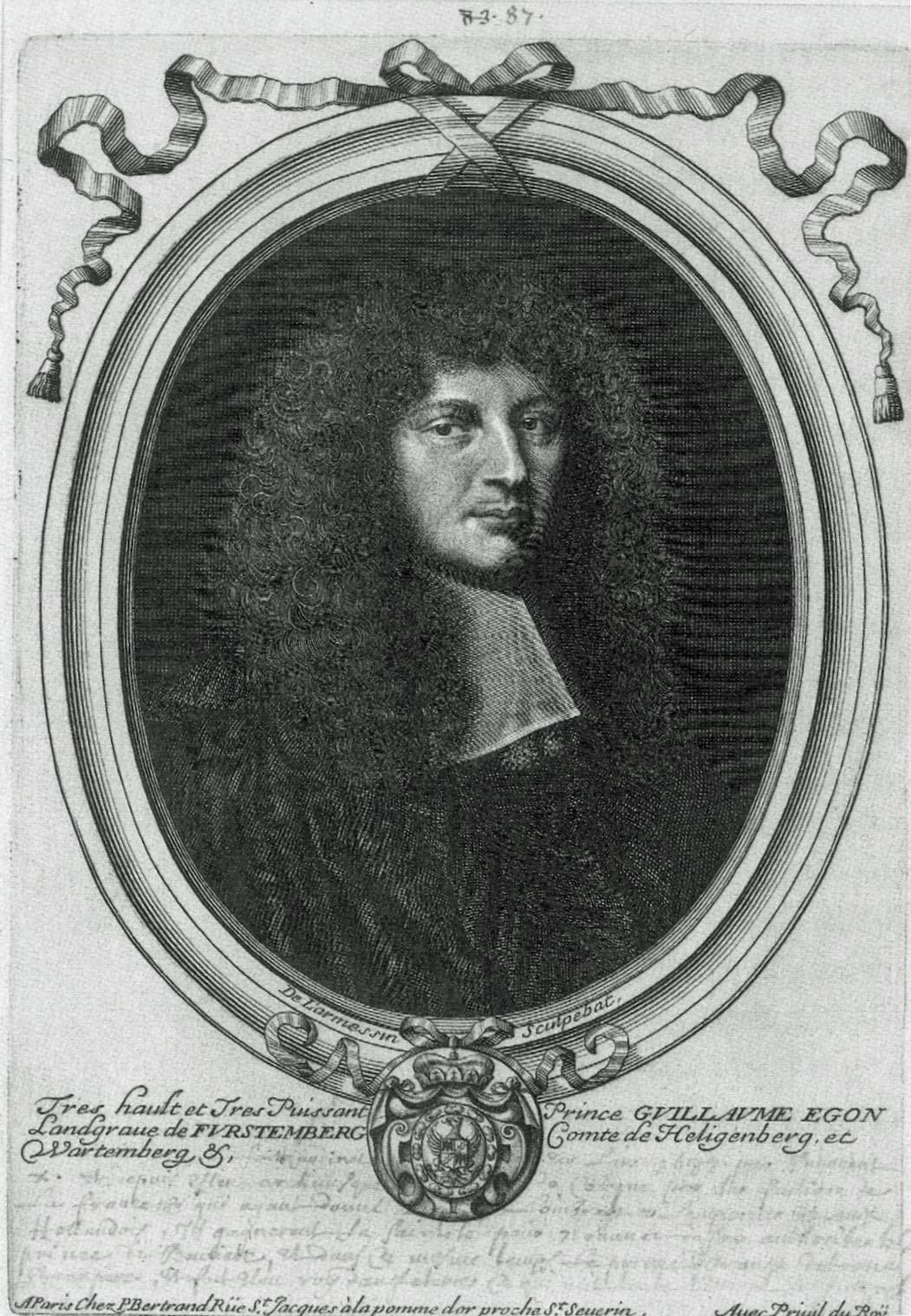
Porträt Wilhelm Egons von Fürstenberg von Nicolas II. de Larmessin

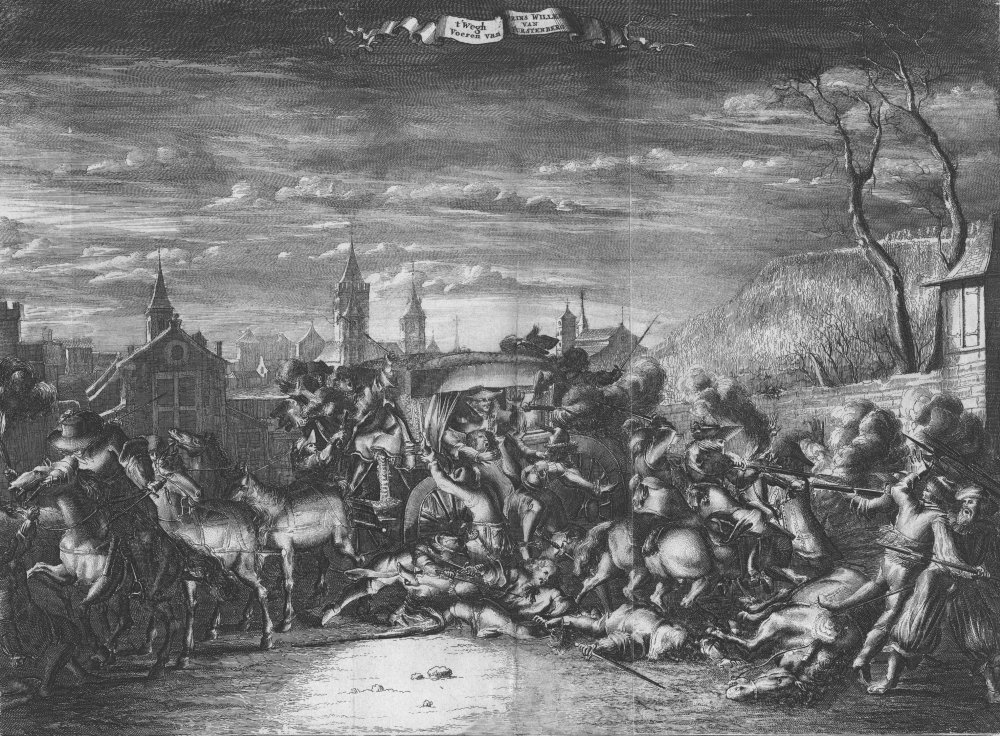
Gefangennahme Wilhelm Egons von Fürstenberg in Köln am 14. Februar 1674, Kupferstich von Romeyn de Hooghe, um 1675.

Wilhelm Egon Graf von Fürstenberg (* 2. Dezember 1629 in Heiligenberg; † 10. April 1704 in Paris) war Bischof von Straßburg, Kardinal und Kurkölnischer Premierminister.

## Herkunft
Wilhelm Egon stammte aus dem Adelsgeschlecht der Fürstenberg. Er war der sechste Sohn des bayerischen Generalfeldzeugmeisters Landgraf Ernst Egon von Fürstenberg-Heiligenberg (1588–1635) und dessen Frau, Gräfin Anna Maria von Hohenzollern-Hechingen (1603–1652). Sein älterer Bruder Franz Egon von Fürstenberg war sein Vorgänger im Bischofsamt. Maria Franziska von Fürstenberg-Heiligenberg war seine jüngere Schwester.

## Leben
Wilhelm Egon von Fürstenberg-Heiligenberg war zusammen mit seinem älteren Bruder Franz Egon Erster Minister des Kölner Kurfürsten und Erzbischofs Maximilian Heinrich von Bayern. Nach einer Begegnung der beiden Brüder Fürstenberg mit dem jungen Ludwig XIV. 1657 im Lager von Sedan wurden sie Verbündete des französischen Königs. Von Januar bis Juli 1663 war Wilhelm Egon kurkölnischer Gesandter beim Heiligen Römischen Reich in Regensburg, im September 1663 wurde er vom Sedaner Domkapitel zum Bischof von Metz gewählt. Diese Wahl erkannte der Papst allerdings nicht an. Seit 1664 waren die beiden Brüder Fürstenberg Reichsfürsten.
Im Streit um die spanische Erbfolge überfiel Ludwig XIV. 1667 im Devolutionskrieg die Spanischen Niederlande. Die Fürstenbergs drängten den Kölner Erzbischof, an die Seite Frankreichs zu treten und kurkölnisches Territorium als Nachschubbasis für die französischen Truppen zur Verfügung zu stellen. Bonn als Residenzstadt des Kölner Erzbischofs wurde von den Franzosen zur Festung ausgebaut. Ludwig XIV. besetzte weitere deutsche Städte, u. a. Trier im August 1673, danach die freie Reichsstadt Colmar. Daraufhin richteten sich Truppen der antifranzösischen Allianz (Kaiser, Spanien, Niederlande) gegen Kurköln, eroberten am 12. November 1673 die Stadt Bonn und besetzten weitere kurkölnische Städte.
Befehligt von Ferdinand Marquis Obizzi, Obristwachtmeister des kaiserlichen Regiments de Grana, hielten am 14. Februar 1674 kaiserliche Offiziere die Equipage von Wilhelm Egon von Fürstenberg mitten in der Stadt Köln an und erklärten Fürstenberg im Namen des Kaisers für verhaftet. Nach einem Gefecht mit Fürstenbergs bewaffneter Leibgarde (mindestens ein Toter, mehrere Verletzte) entkamen die kaiserlichen Offiziere mit Fürstenberg durch das Kölner Hahnentor. Die Entführung Fürstenbergs beendete den seit 1673 in Köln tagenden Friedenskongress, der vor allem zwischen Frankreich und den Niederlanden vermitteln sollte und bei dem Wilhelm Egon von Fürstenberg als Kurkölner Resident versucht hatte, eine frankreichfreundliche dritte Partei zu etablieren. Auf Befehl von Kaiser Leopold I. wurde Fürstenberg zuerst nach Bonn, dann nach Wien verbracht und bis zum 4. Mai 1679 gefangen gehalten. Der Kaiser sah ihn als Urheber des Krieges an und beschuldigte ihn des Aufruhrs und reichsfeindlicher Aktivitäten, da er unter anderem 1658 für Kurköln einen Geheimpakt mit Ludwig XIV. geschlossen hatte, in dem Kurköln sich zur Unterstützung französischer Truppen verpflichtete. Er wurde in einem nicht öffentlichen Prozess wegen Hochverrats zum Tod verurteilt. Ludwig XIV. machte in allen Friedensverhandlungen die Freilassung Fürstenbergs zum Verhandlungsgegenstand und erreichte, dass Kaiser Leopold I. Fürstenberg im Rahmen des Friedens von Nimwegen im Mai 1679 wieder auf freien Fuß setzte.
Als Wilhelm Egons Bruder Franz Egon von Fürstenberg 1682 starb, verhalf Ludwig XIV. Wilhelm Egon zum Bischofsamt im Bistum Straßburg und 1686 zum Kardinalshut. Er wurde aber erst am 14. November 1689 zum Kardinalpriester von Sant’Onofrio ernannt. Dies sollte sein Sprungbrett für den Kölner Erzstuhl werden. Erneut gelang es ihm, Einfluss auf den Kölner Kurfürsten und Erzbischof Max Heinrich zu nehmen, der ihn 1683 zu seinem Ersten Minister (Premierminister) ernannte. Am 24. Dezember 1683 schlossen Kurköln und Frankreich auf Veranlassung Fürstenbergs einen Bündnisvertrag, der 1687 noch einmal bekräftigt wurde. Max Heinrich ernannte Fürstenberg im selben Jahr zu seinem Koadjutor. Als der Kurfürst Maximilian Heinrich im Juli 1688 verstarb, strebte Wilhelm Egon dessen Nachfolge an. Es entbrannte der Kölner Bistumsstreit: Bei der Wahl durch das Kölner Domkapitel erhielt Fürstenberg zwar mehr Stimmen als sein Gegenkandidat Joseph Clemens, doch es fehlte ihm die kirchenrechtlich notwendige Zweidrittelmehrheit. Papst Innozenz XI. sprach deshalb Joseph Clemens von Bayern die Anerkennung als Erzbischof aus. Der Kaiser bestätigte die päpstliche Entscheidung. Fürstenberg und Ludwig XIV. akzeptierten dies nicht, und der französische König entsandte Truppen nach Kurköln, um Fürstenbergs Herrschaft zu sichern. Gegen Fürstenberg und dessen Bundesgenossen erklärte der Kaiser den Reichskrieg und das Reich schloss ein Bündnis mit den Niederlanden. Unter dem brandenburgischen Kurfürsten Friedrich III.  sammelten sich im Herzogtum Kleve etwa 26.000 Mann, zu denen neben brandenburgischen und preußischen Truppen lüneburgische, münsterische und niederländische Einheiten hinzukamen. Am 24. Juli 1689 begannen die Alliierten Bonn zu beschießen und zerstörten es im Verlauf der Kriegshandlungen weitgehend. Am 12. Oktober 1689 kapitulierte die französische Besatzung.
Nach Kriegsende erhielt Kardinal Fürstenberg alle Ämter und Güter zurück, doch in Straßburg ließ er sich nicht mehr nieder. Er ging an den französischen Hof und zog sich später in die Abteien Fécamp und St. Germain-des-Prés zurück, wo er 1704 starb.

## Ehrungen
Ein Platz in Paris trägt seinen Namen Place de Furstemberg, offiziell Rue de Furstenberg.
In Bonn-Lannesdorf wurde die Fürstenbergstraße nach ihm benannt.